# 筒井省二
筒井 省二（つつい せいじ、1890年（明治23年）- 1943年（昭和18年）9月11日）は、日本の医師、医学博士、専門は消化器外科、鶴岡市立荘内病院第5代院長。埼玉県出身。旧・盲腸炎（虫垂炎）手術の戦後普及の礎を築いた。

## 来歴・人物
埼玉県北葛飾郡富多村（現・春日部市）生まれ。後に東京へ転居し、麹町小学校、府立一中（現・都立日比谷高校）、第一高等学校を経て、1913年に九州帝国大学医学部を卒業。卒業後は九州帝国大学助手を経て、南満州鉄道の病院に勤務し、再び同大に戻り医局員となる。1926年6月には鶴岡市立荘内病院に副院長兼外科部長として招かる。1927年に医学博士学位号を取得し、1931年5月には鶴岡市立荘内病院院長に就任した。以後、18年間に亘り外科患者の診療と病院の運営に当たり、第二次世界大戦戦時下の最も困難な時期に地域医療に取組んだ。特に、当時まだ切腹として恐れられていた盲腸炎（虫垂炎）手術の普及に尽力した。